# Personnages de Stargate Universe
 (juin 2024).
- Si vous ne connaissez pas le sujet, laissez ce bandeau (vous pouvez alors contacter les auteurs).
- Si vous supprimez le contenu mis en cause (vous pouvez préalablement contacter les auteurs),

argumentez précisément cette suppression dans la page de discussion
(un manque de référence n'est pas un argument ; une recherche réelle de référence doit avoir été effectuée, être formellement documentée).

Cet article liste les personnages présents dans la série télévisée Stargate Universe.

## Terriens

### Base Icare/Destinée

#### Personnages principaux
| Nom             | Grade        | Fonction | Poste                 | Statut actuel                                                       | Acteur             |
| --------------- | ------------ | --- | --------------------- | ------------------------------------------------------------------- | ------------------ |
| Nicholas Rush   | Docteur      | Scientifique en chef sur la base Icare puis sur le Destinée                                                                 | Base Icare / Destinée | Vivant - mis en stase                                               | Robert Carlyle     |
| Everett Young   | Colonel      | Commandant de la base Icare puis du Destinée                                                                                | Base Icare / Destinée | Vivant - mis en stase                                               | Justin Louis       |
| Eli Wallace     | Civil        | Civil sur la base Icare puis sur le Destinée                                                                                | Base Icare / Destinée | Vivant                                                              | David Blue         |
| Matthew Scott   | Lieutenant   | Militaire sur la base Icare puis sur le Destinée                                                                            | Base Icare / Destinée | Vivant - mis en stase                                               | Brian J. Smith     |
| Ronald Greer    | Sergent-chef | Militaire sur la base Icare puis sur le Destinée                                                                            | Base Icare / Destinée | Vivant - mis en stase                                               | Jamil Walker Smith |
| Chloe Armstrong | Civile       | Fille du sénateur Alan Armstrong et diplômée en science politique en visite sur la base Icare puis présente sur le Destinée | Base Icare / Destinée | Vivante ; génétiquement modifiée par une race alien ; mise en stase | Elyse Levesque     |
| Tamara Johansen | Lieutenant   | Militaire et infirmière sur la base Icare puis sur le Destinée                                                              | Base Icare / Destinée | Vivante, atteinte de la SLA ; mise en stase                         | Alaina Huffman     |
| Camile Wray     | Civile       | Représentante de la CIS sur la base Icare puis sur le Destinée                                                              | CIS / Destinée        | Vivante - mise en stase                                             | Ming-Na            |

#### Personnages récurrents
| Nom             | Grade                    | Fonction                                                                   | Poste                                   | Statut actuel                                                                                         | Acteur                 |
| --------------- | ------------------------ | -------------------------------------------------------------------------- | --------------------------------------- | --- | ---------------------- |
| David Telford   | Colonel                  | Chef d'escadron F-302 sur la base Icare puis du Système de défense terrien | Base Icare / Système de défense terrien | Mort électrocuté sur le Destinée dans le présent ; revenu du futur sur Terre par la porte des étoiles | Lou Diamond Phillips   |
| Vanessa James   | Sous-lieutenant          | Militaire sur la base Icare puis sur le Destinée                           | Base Icare / Destinée                   | Vivante - mise en stase                                                                               | Julia Benson           |
| Hunter Riley    | Sergent                  | Militaire sur la base Icare puis sur le Destinée                           | Base Icare / Destiny                    | Mortellement blessé dans le crash de la navette, puis étouffé à sa demande par le colonel Young       | Haig Sutherland        |
| Darren Becker   | Soldat de seconde classe | Militaire affecté au mess sur la base Icare puis cuisinier sur le Destinée | Base Icare / Destinée                   | Vivant - mis en stase                                                                                 | Jeffrey Bowyer-Chapman |
| Adam Brody      | Civil                    | Ingénieur sur la base Icare puis sur le Destinée                           | Base Icare / Destinée                   | Vivant - mis en stase                                                                                 | Peter Kelamis          |
| Dale Volker     | Docteur                  | Astrophysicien sur la base Icare puis sur le Destinée                      | Base Icare / Destinée                   | Vivant - mis en stase                                                                                 | Patrick Gilmore        |
| Jeremy Franklin | Docteur                  | Scientifique sur la base Icare puis sur le Destinée                        | Base Icare / Destinée                   | Téléchargé dans la base de données du Destinée puis isolé du système                                  | Mark Burgess           |
| Lisa Park       | Docteur                  | Scientifique sur la base Icare puis sur le Destinée                        | Base Icare / Destinée                   | Vivante ; rendu aveugle par une supergéante bleue ; mise en stase                                     | Jennifer Spence        |

#### Autres personnages duDestinée
| Nom            | Grade    | Fonction                                                                                  | Poste                 | Statut actuel                                                                           | Acteur               |
| -------------- | -------- | ----------------------------------------------------------------------------------------- | --------------------- | --------------------------------------------------------------------------------------- | -------------------- |
| Alan Armstrong | Sénateur | Actionnaire du projet Icare en visite sur la cette même base puis présent sur le Destinée | Sénat des États-Unis  | Mort asphyxié en condamnant manuellement la section endommagé de la navette             | Christopher McDonald |
| Andrea Palmer  | Civil    | Géologue sur la base Icare puis sur le Destinée                                           | Base Icare / Destinée | Portée disparue sur une planète inconnue                                                | Christina Schild     |
| Curtis         | Sergent  | Militaire sur la base Icare puis sur le Destinée                                          | Base Icare / Destinée | Porté disparu sur une planète inconnue                                                  | Bradley Stryker      |
| Spencer        | Sergent  | Militaire sur la base Icare puis sur le Destinée                                          | Base Icare / Destinée | Mort suicidé par balle                                                                  | Josh Blacker         |
| Gorman         | Caporal  | Militaire sur la base Icare puis sur le Destinée                                          | Base Icare / Destinée | Mortellement blessé par un essaim extraterrestre                                        | Andrew Dunbar        |
| Dunning        | Soldat   | Militaire sur la base Icare puis sur le Destinée                                          | Base Icare / Destinée | Vivant - mis en stase                                                                   | Darcy Laurie         |
| Robert Caine   | Docteur  | Technicien informatique sur la base Icare puis sur le Destinée                            | Base Icare / Destinée | Mort d'hypothermie sur Eden, puis temporairement ressuscité par une race alien inconnue | Tygh Runyan          |
| Morrison       | Docteur  | Géologue sur la base Icare puis sur le Destinée                                           | Base Icare / Destinée | Vivant - mis en stase                                                                   | Vincent Gale         |
| Rivers         | Caporal  | Militaire sur la base Icare puis sur le Destinée                                          | Base Icare / Destinée | Mort abattu par Kiva                                                                    | Zak Santiago         |
| Marsden        | Caporal  | Militaire sur la base Icare puis sur le Destinée                                          | Base Icare / Destinée | Mort emporté par une bête sur une planète explorée                                      | Ryan Booth           |
| Barnes         | Caporal  | Militaire sur la base Icare puis sur le Destinée                                          | Base Icare / Destinée | Vivante - mise en stase                                                                 | Leanne Adachi        |
| Reynolds       | Caporal  | Militaire sur la base Icare puis sur le Destinée                                          | Base Icare / Destinée | Vivant - mise en stase                                                                  | Greyston Holt        |

### Autres personnages terriens
| Nom                | Grade              | Fonction                                                                             | Poste                      | Statut actuel | Acteur                |
| ------------------ | ------------------ | ------------------------------------------------------------------------------------ | -------------------------- | --- | --------------------- |
| Jack O'Neill       | Lieutenant-Général | Responsable des forces de défense terriennes                                         | Système de défense terrien | Vivant | Richard Dean Anderson |
| Daniel Jackson     | Docteur            | Archéologue au sein de l'équipe SG-1                                                 | SGC                        | Vivant | Michael Shanks        |
| Samantha Carter    | Colonel            | Commandante du vaisseau terrien USS George Hammond                                   | USS George Hammond         | Vivante | Amanda Tapping        |
| Richard Woolsey    | Civil              | Ambassadeur auprès des Langaran                                                      | SGC                        | Vivant | Robert Picardo        |
| Rodney Mckay       | Docteur            | Astrophysicien sur Atlantis et au Système de défense terrien                         | SGC                        | Vivant | David Hewlett         |
| Bill Lee           | Docteur            | Scientifique du SGC, puis du Système de défense terrien                              | SGC                        | Vivant | Bill Dow              |
| Peterson           | Major              | Militaire au Système de défense terrien                                              | Système de défense terrien | Vivant | Michael Karl Richards |
| Brightman          | Docteur            | Médecin travaillant au Système de défense terrien et intervenant sur le Destiny      | Système de défense terrien | Vivante | Alisen Down           |
| Carl Strom         | Civil              | Responsable de la CIS                                                                | CIS                        | Vivant | Carlo Rota            |
| Patricia Armstrong | Civile             | Femme du sénateur Alan Armstrong et mère de Chloe Armstrong                          | Inconnu                    | Vivante | Anna Galvin           |
| Emily Young        | Civile             | Femme du colonel Everett Young                                                       | Inconnu                    | Vivante | Ona Grauer            |
| Sharon             | Civile             | Compagne de Camile Wray                                                              | Inconnu                    | Vivante | Reiko Aylesworth      |
| Marian Wallace     | Civile             | Mère d'Eli Wallace                                                                   | Infirmière                 | Vivante, atteinte du Sida | Glynis Davies         |
| Gloria Rush        | Civile             | Femme de Nicholas Rush                                                               | Inconnu                    | Morte d'un cancer avant les prises de fonction de Nicholas Rush sur Icare                                                                                   | Louise Lombard        |
| Amanda Perry       | Docteur            | Scientifique tétraplégique ayant travaillé sur la prochaine génération d'hyperdrives | SGC                        | Morte dans le corps de Ginn ; esprit sauvegardé dans les pierres de communication et téléchargé dans la base de données du Destinée, puis isolée du système | Kathleen Munroe       |
| Annie Balic        | Civile             | Ancien amour de jeunesse de Matthew Scott                                            | Danseuse                   | Vivante | Sarah Smyth           |
| Matthew Balic      | Civil              | Fils de Matthew Scott et d'Annie Balic                                               | Aucun                      | Vivant | Gordon Grice          |

## Alliance luxienne
| Nom    | Fonction                                                                                       | Statut actuel | Acteur         |
| ------ | ---------------------------------------------------------------------------------------------- | --- | -------------- |
| Varro  | Commandant en second de l'attaque du Destinée, puis intégré aux membres d'équipage du Destinée | Vivant - mis en stase | Mike Dopud     |
| Kiva   | Commandante de l'attaque du Destinée                                                           | Mortellement blessé par Telford | Rhona Mitra    |
| Dannic | Officier de l'Alliance Luxienne                                                                | Mort abattu par Ginn | Ian Butcher    |
| Koz    | Soldat lors de l'attaque du Destinée                                                           | Inconnu | Primo Allon    |
| Ginn   | Soldate et scientifique de l'Alliance Luxienne                                                 | Morte étranglée par Simeon alors qu'elle se trouvait dans le corps d'Amanda Perry ; esprit sauvegardé dans les pierres de communication et téléchargé dans la base de données du Destinée, puis isolée du système | Julie McNiven  |
| Simeon | Soldat                                                                                         | Mort abattu par Rush | Robert Knepper |
| Tasia  | Soldate puis intégrée aux membres d'équipage du Destinée                                       | Morte emportée par une bête sur une planète explorée | Kyra Zagorsky  |